# Sia Kangri
El Sia Kangri (en hindi: सिआ कांगरी), también conocido como Sia Kangri I o Pico Queen Mary, es una montaña de 7422 m, de la subcordillera Baltoro Muztagh, en el Karakórum.
Se encuentra en la frontera de la región de Gilgit-Baltistán en Pakistán, la provincia india de Jammu y Cachemira, y el valle Shaksgam reclamado por China, en la disputada región de Cachemira.

## Ubicación

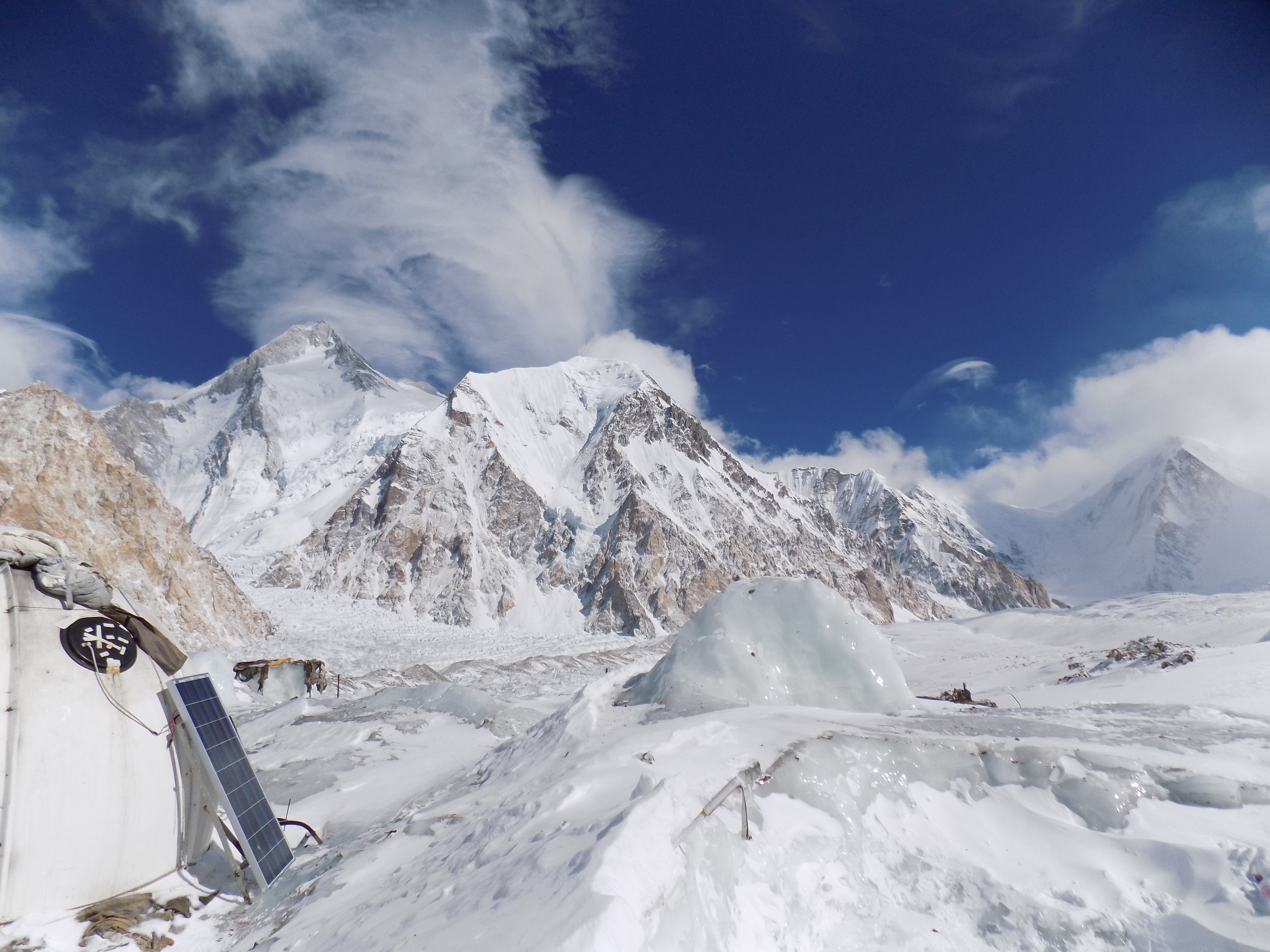
El Gasherbrum I (izquierda) con su cumbre Sur (centro), y el Sia Kangri (derecha).

La montaña debe su nombre al glaciar de Siachen, cuya área de alimentación se encuentra en el lado sudoriental del Sia Kangri. Es la montaña más oriental de la subcordillera Baltoro Muztagh, en la cordillera principal del Karakórum central. En el área convergen diferentes subcordilleras del Karakórum. Al norponiente del Sia Kangri se eleva la arista Urdok, un espolón del Gasherbrum I. Al oriente del Sia Kangri está el collado Indira, que conecta la Baltoro Muztagh con la subcordillera Siachen Muztagh (en el lado nororiental del glaciar Siachen).
El collado Conway se encuentra al sudponiente del Sia Kangri, y lo conecta con la Baltoro Muztagh, y con esto a la subcordillera de las montañas Masherbrum. Al sur de la montaña se encuentra el paso Sia La, seguido del Ghent Kangri y el resto de las montañas Saltoro.

## Historial de ascensiones
La primera ascensión fue en 1934, por miembros de la Expedición Internacional al Himalaya liderados por Günter Dyhrenfurth. El 12 de agosto, los escaladores alemanes Hans Ertl y Albert Höcht subieron a la cumbre principal antes de cruzar a la cumbre este, acompañados por el porteador Hakimbek. El 3 de agosto, Ertl, Höcht, Dyhrenfurth y su esposa Hettie, ya habían escalado la cumbre oeste de aproximadamente 7315 metros de altura. Hettie Dyhrenfurth estableció un récord mundial de altura para mujeres, que se mantuvo hasta 1954. James Belaieff, Piero Ghiglione y André Roch también alcanzaron la cumbre el 10 de agosto.

## Topografía
El Sia Kangri tiene varios picos. Al noroeste de la cumbre principal se encuentra la cumbre oeste, de 7327 m de altura, justo al sur de la cumbre central, de 7275 m de altura. La cumbre este, de 7325 m, se encuentra al suroeste de la cumbre principal. Estas elevaciones son discutibles, especialmente porque las cumbres secundarias rara vez fueron medidas.
El Sia Kangri II, de 7093 m también es conocido como monte Hardinge. Se encuentra a 4,3 km al sureste del Sia Kangri. Con una prominencia de 401 metros, aunque tiene cierta independencia, se le considera un pico subsidiario del Sia Kangri. Esta montaña nunca ha sido escalada.